# Ophthalmitis caritaria
Ophthalmitis caritaria är en fjärilsart som beskrevs av Walker 1860. Ophthalmitis caritaria ingår i släktet Ophthalmitis och familjen mätare. Inga underarter finns listade i Catalogue of Life.